# Wimbledon (dzielnica)
Wimbledon – dzielnica w południowo-zachodniej części Londynu w Wielkiej Brytanii, w gminie London Borough of Merton, z liczbą ponad 57 tysięcy mieszkańców.
Na terenie dzielnicy znajdują się korty tenisowe należące do All England Lawn Tennis and Croquet Club, na których rozgrywane są prestiżowe turnieje Wimbledonu. Ponadto dzielnica jest jednym z największych obszarów wspólnoty gruntowej w Londynie – Wimbledon Common.
W Wimbledonie przez wiele lat mieszkał, pracował (miał tam swój ogród) i zmarł brytyjski botanik Herbert William Pugsley.